# Ortilia nigra
Ortilia nigra är en fjärilsart som beskrevs av Eugenio Giacomelli 1928. Ortilia nigra ingår i släktet Ortilia och familjen praktfjärilar. Inga underarter finns listade i Catalogue of Life.